# Heliodoros (Mediziner)

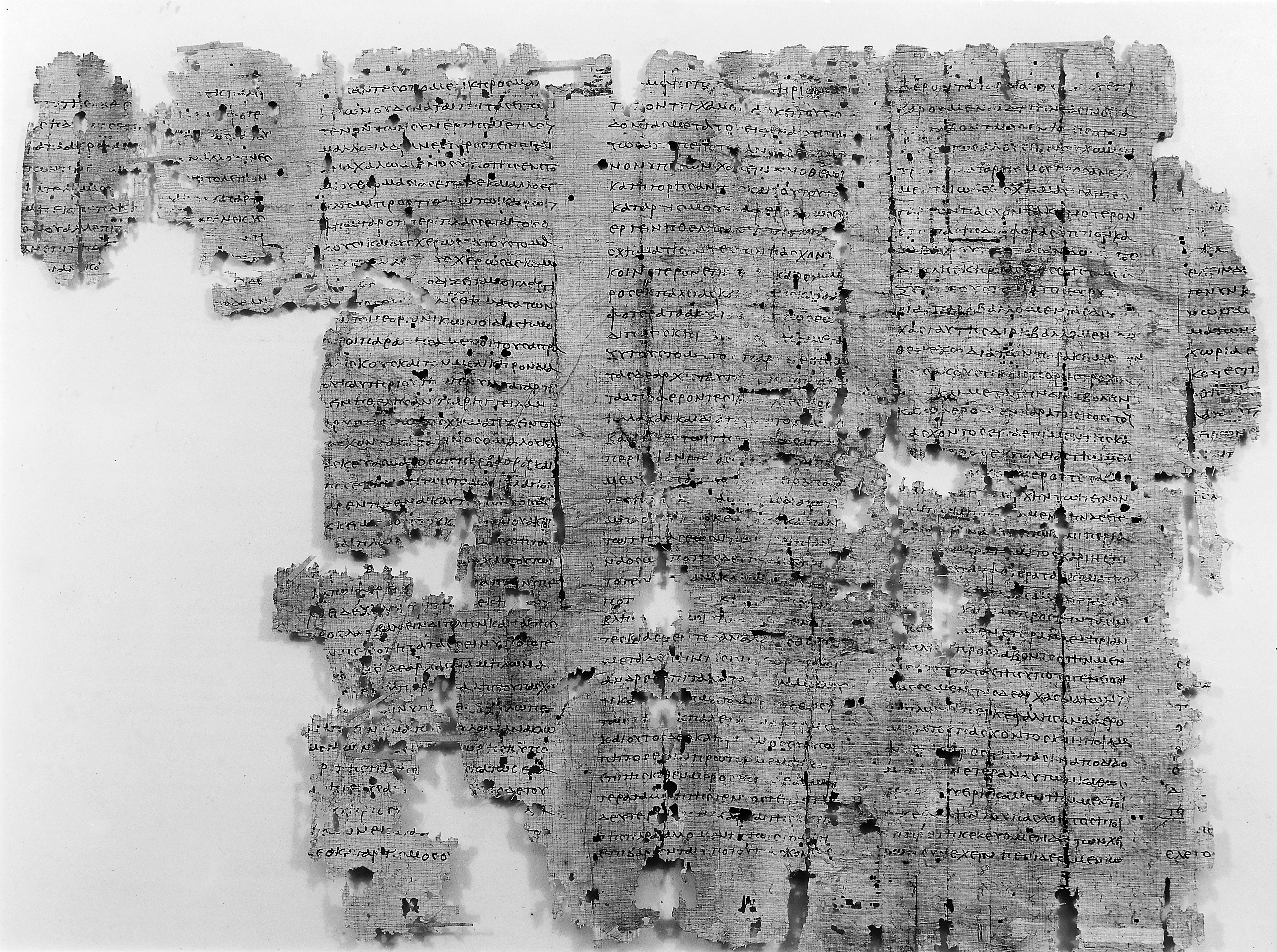
Heliodoros zugeschriebenes Papyrusfragment zur Luxation

Heliodoros, latinisiert Heliodorus, war ein in Rom wirkender griechischer Chirurg des 1. und 2. Jahrhunderts n. Chr.
Seine Schrift Cheirourgoumena, die in Fragmenten bei Oreibasios erhalten ist, galt bis ins Mittelalter als Standardwerk. Es beschreibt Schädeltrepanation, Rippenresektion, eine Wundnaht bei Kopfverletzungen, operativer Therapie von Skrotalhernien oder Hydrozelen, Behandlung von Pleuraempyem, Verbände, Harnröhrenverengung, Amputationen (mit der Empfehlung des Abbindens oberhalb der Amputationsstelle).
Ein Arzt Heliodoros wird in den Satiren von Juvenal erwähnt (Satire 6,371–373, wo er Sklaven – zum Schaden der Bartscherer – die zu groß gewordenen Hoden „raubt“).